# RTS 1
RTS 1 és un canal de televisió públic generalista suís que emet els seus continguts en francès per a la població de la Suïssa francesa. Pertany al grup de comunicació Radio télévision suisse, que al seu torn es troba integrat en l'organisme públic suís de televisió SRG SSR.

## Història
La RTS 1 va començar les seves emissions l'1 de novembre de 1954, amb el nom de Société Suisse de Radiodiffusion Télévision (SSR TV), succeint la Télévision Genevoise, que va començar el 28 de gener de 1954, tot i que l'any 1949 la RTF havia realitzat alguns programes per a Suïssa (RTF Télé Genève), amb la col·laboració de Radio Genève. La seva programació està enfocada als parlants de Francés a Suïssa, en el que es denomina Romandia o Suïssa Romanda, per la qual cosa emet la seva programació en Francés.
L'any 1972, la Radio Télévision Suisse Romande trasllada la seva seu a una torre de 17 pisos situada a Ginebra, l'informatiu deixa d'emetre's des de Zurich per a poder realitzar-se des de Ginebra.
La TSR participa l'any 1984 en la creació de TV5 com a membre fundador i proporciona una part dels seus programes per a ser emesos per aquest canal internacional francòfon.
TSR 1 canvia la seva identitat visual l'any 2006, el nou logotip té una la S del nom en blau.
Tots els programes comencen a emetre's en format panoràmic després de 2007 excepte en algunes sèries, en les quals persisteix el 4:3.
El 29 de febrer de 2012, TSR 1 va canviar el seu nom a RTS Un, que és el nou nom de la fusió entre els organismes de ràdio i televisió francòfons de Suïssa, que anteriorment eren TSR (Télévision Suisse Romande) i RSR (Radio Suisse Romande). En la mateixa data, el canal RTS Un comença les seves emissions en alta definició en la Televisió Digital Terrestre i en les plataformes de televisió per satèl·lit.
El 26 d'agost de 2019, RTS Un va canviar el seu nom a RTS 1.

## Identitat Visual

Logotip de RTS Un des del 29 de febrer de 2012 fins al 24 d'agost de 2015.
Logotip de RTS Un HD des del 29 de febrer de 2012 fins al 24 d'agost de 2015.

## Audiències
RTS 1 és la cadena més vista de la Suïssa Francesa amb el 19,5% de quota de mercat.
| 1996 | 1997 | 1998 | 1999 | 2000 | 2001 | 2002 | 2003 | 2004 | 2005 | 2006 | 2007 | 2008 | 2009 | 2010 | 2011   | 2012   | 2013   | 2014   | 2015   | 2016   | 2017   |
| ---- | ---- | ---- | ---- | ---- | ---- | ---- | ---- | ---- | ---- | ---- | ---- | ---- | ---- | ---- | ------ | ------ | ------ | ------ | ------ | ------ | ------ |
| 29 % | 28 % | 29 % | 28 % | 27 % | 26 % | 25 % | 25 % | 25 % | 25 % | 24 % | 24 % | 23 % | 22 % | 21 % | 21,0 % | 20,5 % | 22,1 % | 20,4 % | 19,9 % | 19,5 % | 20,2 % |

Font: Mediapulse